# Гундерсен, Рудольф
Рудольф Гундерсен (норв. Rudolf Gundersen) (6 декабря 1879 — 21 августа 1946 там же) — норвежский конькобежец, трёхкратный чемпион Европы, рекордсмен мира. Выступал за клуб «Kristiania Skøiteklub».
Рудольф Гундерсен дебютировал на чемпионате Норвегии в 1899 году, заняв второе место. На следующий год он повторил свой результат. В 1901 году стал чемпионом страны и победил на чемпионате Европы. В 1904 году стал чемпионом Европы во второй раз, а в 1906 году завоевал этот титул в третий раз, установив мировой рекорд на дистанции 500 метров. Рудольф Гундерсен принял участие на четырёх чемпионатах Европы и при этом на всех дистанциях занимал либо первое (10 раз), либо второе место (6 раз). Он получил несколько призов за лучшую технику бега.
Много лет выступал в соревнованиях среди ветеранов. В 1934 году стал почётным членом своего клуба, который после переименования столицы страны в Осло стал называться Oslo Skøiteklub.

## Медали
| Чемпионат          | 1              | 2              | 3                    |
| Чемпионат мира     | (1902)         | (1901)         | (1900) (1904) (1906) |
| Чемпионат Европы   | 1901 1904 1906 | (1902)         |                      |
| Чемпионат Норвегии | 1901 1902 1905 | 1899 1900 1903 |                      |

## Рекорды мира
| Дистанция | Время | Дата           | Место |
| --------- | ----- | -------------- | ----- |
| 500 м     | 44,8  | 27 января 1906 | Давос |